# Amphineurus monteithi
Amphineurus monteithi är en tvåvingeart som beskrevs av Günther Theischinger 1994. Amphineurus monteithi ingår i släktet Amphineurus och familjen småharkrankar. Inga underarter finns listade i Catalogue of Life.